# AD Naranjeña
La Asociación Deportiva Naranjeña, también conocida como Naranjo F.C., fue un club de fútbol de Costa Rica de la ciudad de Naranjo en Alajuela. Fue fundado en 1907 y se desempeñó en la Segunda División de Costa Rica. Para el año 2010, cedió su franquicia de participación a Jacó Rays Fútbol Club.

## Historia
El club se funda en 1907 con el nombre de Club Sport de Naranjo, que ocupó su plaza en las terceras divisiones de Costa Rica e ingresa a la Liga Nacional en 1962. Y es hasta el Campeonato de Segunda División de Ascenso 1977 que alcanza su mayor objetivo, ser campeón nacional por la provincia de Alajuela.
En enero de 1978 juega la liguilla del no descenso frente al Carmen de Cartago, Independiente de Turrialba y Club Sport Uruguay. Consiguiendo ascender por primera vez a la Segunda División de Costa Rica.
En las temporadas 81, 82, 85, 87, 91, 92-92 y 93-94 los naranjeños clasificaron a la segunda fase, pero siempre se quedaron en el camino. En 1987, fue cuando estuvo más cerca, se enfrentó a Turrialba en la semifinal, los alajuelenses ganaron como visita 3 - 2, pero en casa cayeron 1 gol por 0, y en un tercer juego, los turrialbeños se impusieron 2 - 1 y clasificaron a la gran final, donde se enfrentaron a Uruguay de Coronado.
En la temporada 98-99 Naranjo perdió la final de la Liga de Promoción ante San Lorenzo de Flores, el primer juego quedó empatado a 1 en el estadio Municipal de Naranjo, pero en el Rosabal Cordero los floreños ganaron 1 - 0 y se clasificaron a la hexagonal de la Liga de Ascenso.
Para el torneo 2001-2002 Naranjo disputó la liguilla del descenso ante el equipo de La Unión, en el Polideportivo de Tres Ríos, los locales tomaron la ventaja al ganar 2 - 1, pero los naranjeños haciendo valer su condición de local ganaron 3 - 1 y así provocó que los brumosos descendieran a la liga de ANAFA.
En el año 2004 mientras el equipo era administrado por la Municipalidad de Naranjo, se pensó en desaparecer al equipo, algo que los regidores se rehusaron a hacer debido a que se presentaban problemas financieros, por lo que cedieron la franquicia a Goicoechea, pero a media temporada se la regresaron.
En el año 2007 el club deja de ser Asociación Deportiva y se convierte en Sociedad Anónima Deportiva, y como consecuencia pasa a llamarse Club América como un proyecto de mercadeo que llevaría al equipo a ser el más dominante de la Región Occidente del país.
En la temporada siguiente, vendieron la franquicia Jacó Rays y trasladaron al equipo al cantón de Garabito, en Puntarenas.
El equipo es refundado y retorna en la temporada 2010-2011, donde juega el campeonato de Primera División de LINAFA, pero desaparece del fútbol de Costa Rica tras quedar descalificado por no presentarse a 2 partidos en esa temporada.

## Palmarés

### Torneos nacionales
- Tercera División de Costa Rica (1): 1977
- Campeón Nacional de Tercera División Alajuela (1): 1977